# Struga Niewieścińska
Struga Niewieścińska – struga w północnej Polsce, lewy dopływ Wisły.
Długość strugi wynosi 11,6 km. Swój początek ma na Wysoczyźnie Świeckiej, gdzie wypływa z jeziora Niewieścińskiego o powierzchni 8,5 ha we wsi Niewieścin. Przepływa przez całą długość Parowu Cieleszyńskiego, następnie płynie dnem Doliny Dolnej Wisły i uchodzi do starorzecza Wisły w okolicach Topolna.

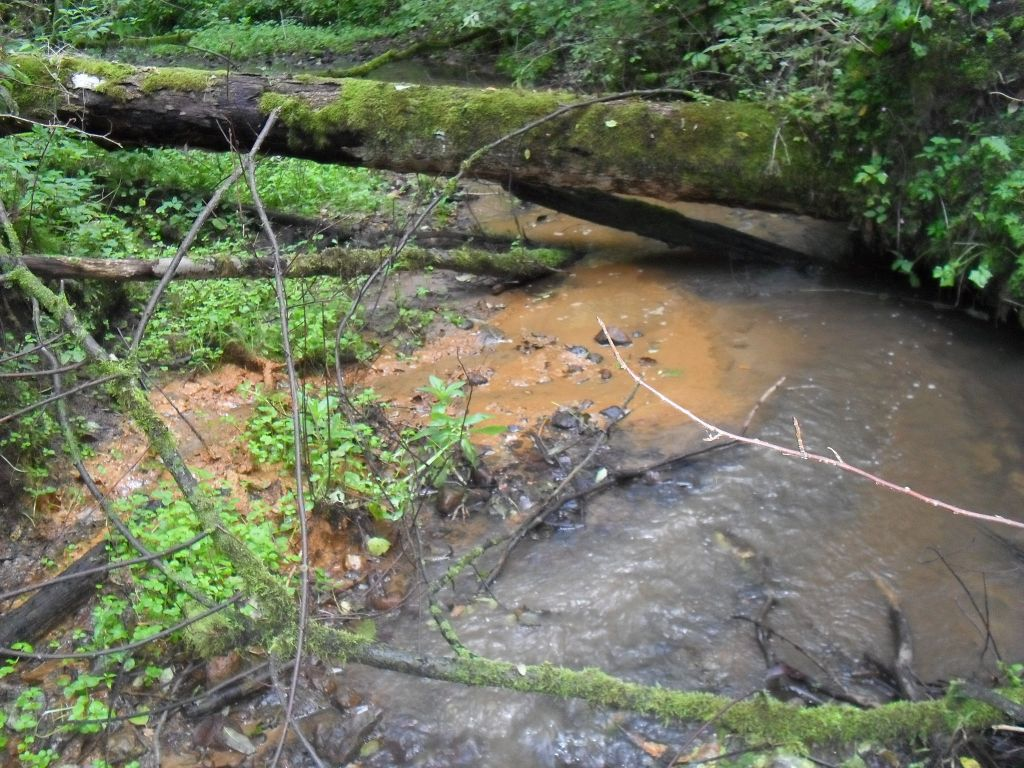
Wytrącenia związków żelaza

Ciek wodny w górnym biegu płynie głębokim antropogenicznym rowem przyjmując dopływy innych mniejszych rowów melioracyjnych zarówno z prawej, jak i z lewej strony. Na tym odcinku spływają także bezpośrednio wody z sieci drenarskiej. Po wpłynięciu do parowu zbiera wody głównie z licznych młak, wysięków i nisz źródliskowych. Na tym odcinku rzeczka jest naturalna i silnie meandruje. Jej piaszczyste dno zawiera liczne głazy narzutowe w korycie, a brzegi są urwiste. Miejscami struga nabiera górskiego charakteru za sprawą kamienistych progów. W dolnym jej biegu do ujścia płynie antropogenicznym rowem.
Przy Strudze Niewieścińskiej znajdował się w XVIII w. młyn wodny. Był zlokalizowany w dolnym odcinku Parowu Cieleszyńskiego. Obecnie w tym miejscu znajdują się jedynie pozostałości fundamentu.